# مایاک شانگینا
مایاک شانگینا (انگلیسی: Mayak Shangina) یک رودخانه در سرزمین آلتای کشور روسیه است.